# Mexcaltitán
Mexcaltitán oder Mexcaltitán de Uribe ist ein zum Verwaltungsbezirk (municipio) Santiago de Ixcuintla gehörendes Fischerdorf mit etwa 800 Einwohnern auf einer Laguneninsel nahe der Pazifikküste des Bundesstaats Nayarit im Westen Mexikos. Der Ort gehörte von 2001 bis 2009 zu den Pueblos Mágicos, im Jahr 2023 wurde er neu in die Liste aufgenommen.

## Lage und Klima
Mexcaltitán befindet sich ca. 115 km nordwestlich der Provinzhauptstadt Tepic auf einer zum Teil von Menschenhand aufgeschütteten Insel mit einem Durchmesser von nur etwa 350 m. Diese liegt nur knapp über dem Meeresspiegel in einem Seitenarm der Laguna Grande de Mezcaltitán. Das Klima ist zumeist schwül und in den Sommermonaten derart regenreich (ca. 1600 mm/Jahr), dass die Straßen des Ortes an manchen Tagen überschwemmt sein können.

## Bevölkerung
| Jahr      | 2000 | 2010 | 2020 |
| Einwohner | 1019 | 818  | 706  |

Der überwiegende Teil der in den letzten Jahrhunderten zugewanderten Bevölkerung ist indianischer Abstammung; gesprochen wird neben Nahuatl auch Spanisch.

## Wirtschaft
Grundlage der Wirtschaft des Ortes ist die Krabbenfischerei; daneben spielt auch der Tourismus eine wichtige Rolle für das wirtschaftliche Überleben.

## Geschichte
Einigen Forschern des 19. und frühen 20. Jahrhunderts galt die Lagunenstadt als der mythische Ort Aztlán, die legendäre Heimat der Azteken. Diese Hypothese gilt jedoch inzwischen als überholt. Die Anfänge der Besiedlung der Insel verlieren sich im Dunkel der Geschichte.

## Sehenswürdigkeiten
Mit Ausnahme einer Ringstraße sind die Straßen des kleinen Orts vollkommen geradlinig angelegt, was auf spanische Einflüsse zurückgeführt wird. Am zentralen baumbestandenen Platz befinden sich die Kirche (iglesia) und das ehemalige Rathaus (ayuntamiento), in welchem heute das Museo del Origen Mexcaltitan Nayarit untergebracht ist.